# ارتاك يديغاريان
ارتاك يديغاريان (18 مارس 1990 بيريفان في أرمينيا - ) هو لاعب كرة قدم أرمني في مركز الدفاع. شارك مع منتخب أرمينيا الوطني تحت 19 سنة لكرة القدم ومنتخب أرمينيا تحت 21 سنة لكرة القدم ومنتخب أرمينيا لكرة القدم. أما مع النوادي، فقد لعب مع ألاشكرت وبيونيك يريفان وميتالورغ دونيتسك ونادي بانانتس ونادي جالغيريس.

## روابط خارجية
- ارتاك يديغاريان على موقع الاتحاد الأوربي (الإنجليزية)
- ارتاك يديغاريان على موقع اتحاد أوكرانيا (الإنجليزية)
- ارتاك يديغاريان على موقع قاعدة بيانات كرة القدم.إي يو (الإنجليزية)
- ارتاك يديغاريان على موقع ناشيونال فوتبول تيمز (الإنجليزية)
- ارتاك يديغاريان على موقع Soccerway.com (الإنجليزية)